# Benjamín Reyes
Benjamín "Cananea" Reyes Chávez (Churunibabi, Nacozari, Sonora, 18 de febrero de 1937-10 de diciembre de 1991) fue un jugador de beisbol profesional y mánager mexicano. Debido a la gran cantidad de títulos logrados como manejador, fue apodado como El Súper Mánager o El Pelón Mágico.
Logró 14 campeonatos por lo que ha sido considerado uno de los mejores manejadores en la historia del béisbol mexicano. 
Es el tercero, en mayor número de victorias, con 1,394 victorias, atrás de Francisco "Paquín" Estrada con 1,604 y de José Zacatillo Guerrero con 1,976.
Logró títulos 14. En la Liga Mexicana de Beisbol (6), como en la Liga Mexicana del Pacífico, (4) y le dio a México 2 campeonatos de la Serie del Caribe. El primero para México en 1976 celebrada en la República Dominicana al ganar 5 de 6 juegos disputados y el segundo (en 1986), en la Liga central (1) y en la Liga Sureste (1). 
Es el único mánager mexicano en haber dirigido en las Ligas Mayores de Estados Unidos por tres partidos a los Seattle Mariners, por suspensión de su mánager titular Maury Wills.

## Carrera

### Jugador
Debutó como jugador profesional en 1965 en la Liga Mexicana de Béisbol con los Charros de Jalisco. Fungió en el campo principalmente como tercera base o como outfielder, pero podía jugar casi cualquier posición en el campo, incluso a veces como receptor o como lanzador. Reyes nunca logró a destacar como jugador, siendo considerado como un jugador regular, por lo que sólo juega 3 temporadas con Jalisco.

### Mánager en Liga mexicana de Beisbol (verano)
Cosa contraria resultaría su futuro como manejador. El primer equipo al que manejó fue a los Mineros de Fresnillo de la Liga Central Mexicana en 1968. Su primer título como mánager lo consiguió en 1969, dirigiendo a los Charros de San Luis Potosí, que participaban dentro de la misma liga.
En 1971 fue adquiridos nuevamente por Jalisco, esta vez como mánager-jugador. En su primera campaña consigue llevar al equipo al primer lugar de la zona sur, lo que les da el derecho de jugar la serie final ante los Saraperos de Saltillo. Los primeros 3 partidos son ganados por Saltillo, pero por primera y única ocasión en la Liga Mexicana de verano, un equipo se levanta en una serie de esa desventaja y los Charros de Jalisco ganarían su segundo título, al ganar los 4 siguientes partidos.
Con Jalisco continúa una temporada más, para después pasar en el mismo roll de mánager-jugador a los Indios de Ciudad Juárez, en donde juega su última temporada. Fue en 1974 cuando es contratado por el equipo en el que haría historia, los Diablos Rojos del México. En su primera etapa en este equipo consigue el campeonato en el primer y tercer año, además de un subcampeonato y un liderato general. 
En 1982 tiene un paso fugaz con los Azules de Coatzacoalcos y regresa al México al año siguiente. En esta segunda y última etapa consigue 3 títulos, además de 5 lideratos.

### Mánager en la Liga Mexicana del Pacífico (invierno)
En la Liga Mexicana del Pacífico dirigió a los Naranjeros de Hermosillo, a los que llevó a ganar 3 campeonatos de la liga y un título de la Serie del Caribe, celebrada en la República Dominicana del 4 al 9 de febrero de 1976 al derrotar a los Tigres de Aragua de Venezuela. Histórica porque el equipo mexicano ganaba por primera vez la Serie del Caribe. 
Dirigió también a los Águilas de Mexicali, con los que ganó un título de liga y otro del Caribe en 1986. 

### Mánager en las Ligas Mayores
En 1981 dirigió a los Marineros de Seattle durante 3 partidos, debido a que su amigo y mánager del equipo, Maury Wills, fue suspendido por tres partidos y le cedió su lugar durante su sanción dirigiendo contra los Mellizos de Minnesota. Cananea Reyes fue el primer mánager mexicano en dirigir en las mayores.

### El final
En la parte final de la temporada de la LMB de 1991 fue diagnosticado de cáncer cerebral y cedió su puesto a Ramón 'Diablo' Montoya como mánager del México. Murió el 10 de diciembre de 1991, por complicaciones del tumor cerebral maligno.

### Salón de la fama
El 20 de junio de 1992 fue elegido para pertenecer al Salón de la Fama del Béisbol Profesional de México.

## Campeonatos  (14)
Liga Central
- San Luis (1): 1969.[4]

Liga del Sureste:
- Puerto México (1). 1970[5]

Liga Mexicana de Béisbol (6):
- Jalisco (1): 1971.

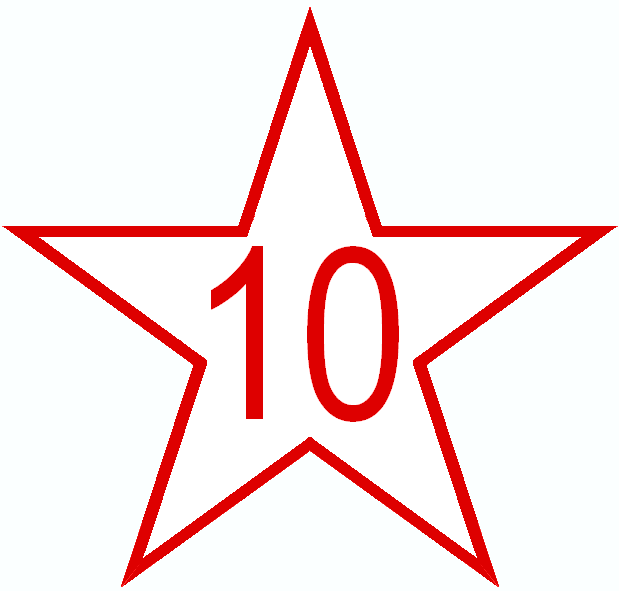
El número 10 del México retirado en honor a Reyes, también fue retirado en Hermosillo.

- México (5): 1974, 1976, 1985, 1987 y 1988.

Liga Mexicana del Pacífico (4):
- Hermosillo (3): 1974-75, 1975-76 y 1979-80.
- Mexicali (1): 1985-86.

Serie del Caribe: (2)
- Hermosillo (1): 1976.
- Mexicali (1): 1986.

Más información:
“Cananea”: en su recuerdo